# توماس رايلي (لاعب كرة قدم)
توماس رايلي (بالإنجليزية: Thomas Reilly)‏ هو لاعب كرة قدم بريطاني في مركز الوسط، ولد في 15 سبتمبر 1994 في Irvine, North Ayrshire ‏ في المملكة المتحدة. شارك مع منتخب اسكتلندا تحت 16 سنة لكرة القدم ومنتخب اسكتلندا تحت 17 سنة لكرة القدم ومنتخب اسكتلندا تحت 19 سنة لكرة القدم. أما مع النوادي، فقد لعب مع نادي ألبيون روفرز ونادي سانت ميرين.